# Niedobczyce
Niedobczyce (śl. Ńydobczyce, niem. Niedobschütz, cz. Nedobčice) – część miasta i dzielnica Rybnika położona w południowo-zachodniej części miasta. W latach 1955–1975 stanowiły samodzielne miasto. Liczy ponad 10 000 mieszkańców.
Miejscowość Niedobczyce była w latach 1945–1954 siedzibą gminy Niedobczyce. W 1954 wieś należała i była siedzibą władz gromady Niedobczyce, ale zanim gromada zaczęła funkcjonować, rozwiązano ją i przekształcono w miasto. Niedobczyce bardzo dobrze skomunikowane z innymi miejscowościami oraz resztą dzielnic Rybnika. W dzielnicy regularnie zatrzymują się pociągi Kolei Śląskich oraz kursują autobusy Komunikacji miejskiej w Rybniku. Linie autobusowe obsługujące Niedobczyce: 1, 2, 3, 4, 5, 6, 8, 9, 22, 23 oraz 24.

## Położenie
Niedobczyce położone są w południowej części Rybnika, na kilku wzgórzach oraz w rozległej dolinie wzdłuż rzeki Nacyny. Od południa Niedobczyce sąsiadują z miastem Radlin w powiecie wodzisławskim, od wschodu z dzielnicą Popielów, z zachodu Niewiadom, z północnego wschodu z dzielnicą Zamysłów i dzielnicą Radziejów oraz z dzielnicą Zebrzydowice z północnego zachodu.

## Nazwa
Nazwa miejscowości pochodzi prawdopodobnie od imienia jej dawnego właściciela - Niedobka, lub Niedobki. Zanim Niedobczyce stały się częścią Rybnika historyczne dokumenty notowały je jako osobną miejscowość. W łacińskim dokumencie z 1228 roku wydanym przez Kazimierza I opolskiego miejscowość zanotowana została w szeregu miejscowości założonych na prawie polskim iuris Polonici w zlatynizowanej, staropolskiej formie Nedobcici. W 1531 notowana jako Niedobtzitze, a w 1584 jako Niedobschitz.

## Historia

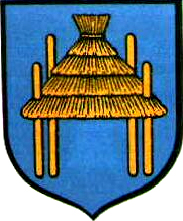
Dawny herb Niedobczyc przedstawiający bróg

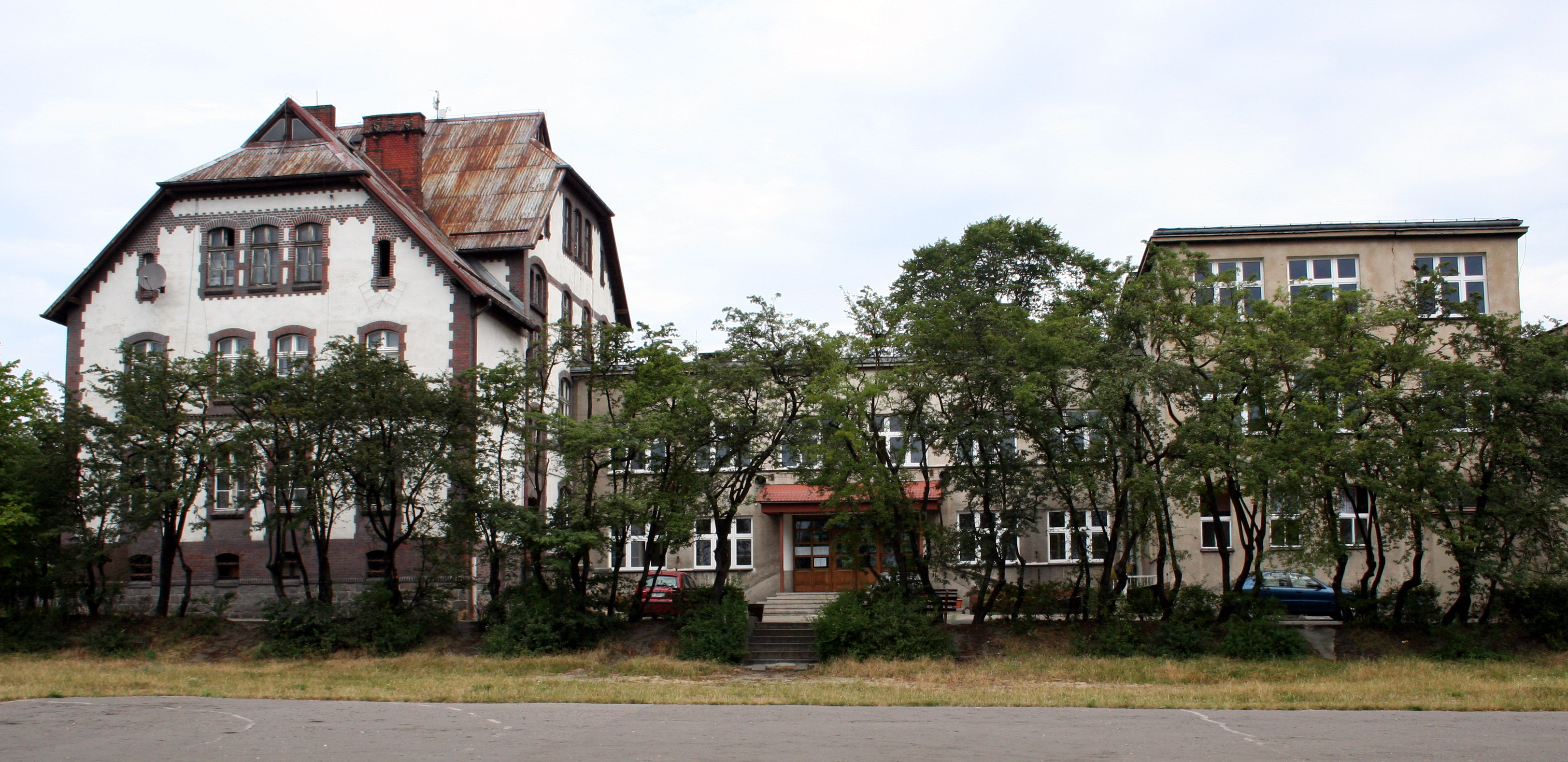
Szkoła Podstawowa nr 21

Dzieje Niedobczyc sięgają XIII wieku. Miejscowość założona była pierwotnie na prawie polskim iure polonico i podlegała władzy książęcej Kazimierza I opolskiego. Mieszkańcy wsi zobowiązani byli do świadczenia dla niego powinności służebnych wynikających z tego prawa takich jak: stan, stróża, powoz, przewod, bobrownicy, psiarego i innych. W 1228 Kazimierz opolski przekazał wieś w uposażenie klasztoru w Czarnowąsach zachował jednak przysługujące władzy książęcej  prawa polskie.
Do połowy XIX wieku była to, jak wiele jej podobnych, niewielka, rolnicza wioska. Powstanie kolei i rozwój przemysłu węglowego spowodował gwałtowny przyrost mieszkańców, a co za tym idzie rozbudowę Niedobczyc. W latach 1892–1896 wybudowano tam kopalnię, o niemieckiej nazwie „Römer”, w ślad za nią powstało osiedle robotnicze. Po pierwszej wojnie światowej, w 1936 roku nazwę kopalni zmieniono na podobnie brzmiącą, ale polską- „Rymer”, od nazwiska pierwszego wojewody śląskiego, Józefa Rymera.
Dnia 25 stycznia 1920 roku w Niedobczycach utworzone zostało gniazdo najstarszej polskiej organizacji sportowej Polskiego Towarzystwa Gimnastycznego „Sokół”. Koło to podlegało organizacyjnie Towarzystwu Gimnastycznemu „Sokół” w Rybniku i należało do szeregu sekcji gimnastycznych śląskiego Sokoła. W roku 1932 niedobczyckie koło tej organizacji liczyło 42 członków.
W 1955 roku, miejscowość po połączeniu z sąsiednim Niewiadomiem (Górnym i Dolnym), Beatą, Popielowem i Radziejowem, otrzymała prawa miejskie. Ten stan trwał do 1975 roku, kiedy Niedobczyce stały się jedną z dzielnic Rybnika.
W 1997 r. grupa inicjatywna z Niedobczyc złożyła w Radzie Miejskiej Rybnika pisma o dążeniu części mieszkańców dzielnicy do odłączenia od Rybnika i utworzeniu nowej gminy składającej się z Niedobczyc wraz z Niewiadomiem. Ostatecznie 8 października 1997 Rada Miasta Rybnik podjęła uchwałę 302/XXVIII/1997 o negatywnym zaopiniowaniu wniosku.

## Ludzie związani z miejscowością
14 lutego 1928 roku urodził się w Niedobczycach Władysław Basista, 25 października 1934 roku Damian Zimoń, 18 kwietnia 1937 roku Alojzy Gryt a 29 grudnia 1943 roku polski gimnastyk olimpijski Wilhelm Kubica.

## Zabudowa
W dzielnicy znajdują się m.in.: 

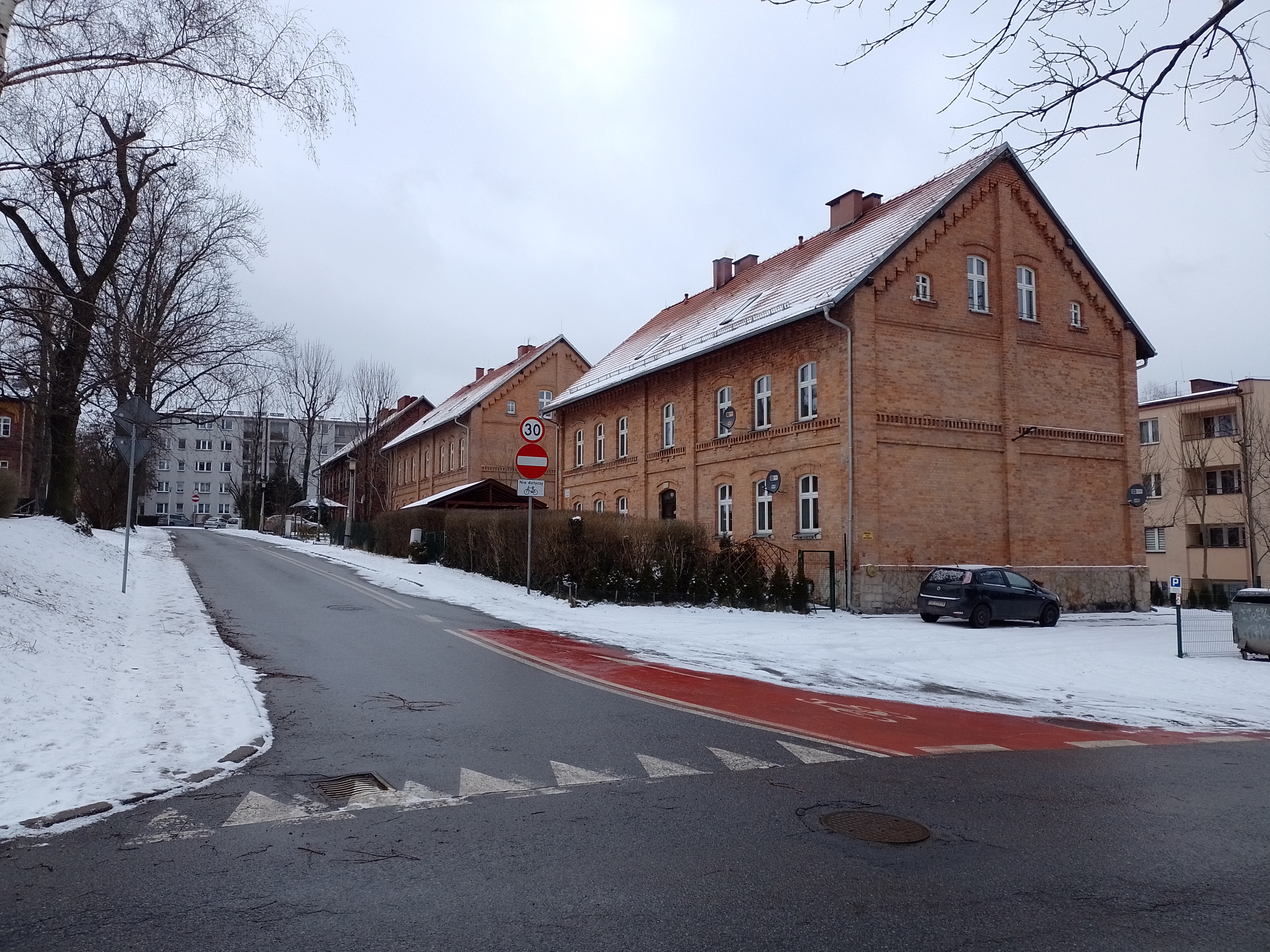
Familoki na ulicy Andersa

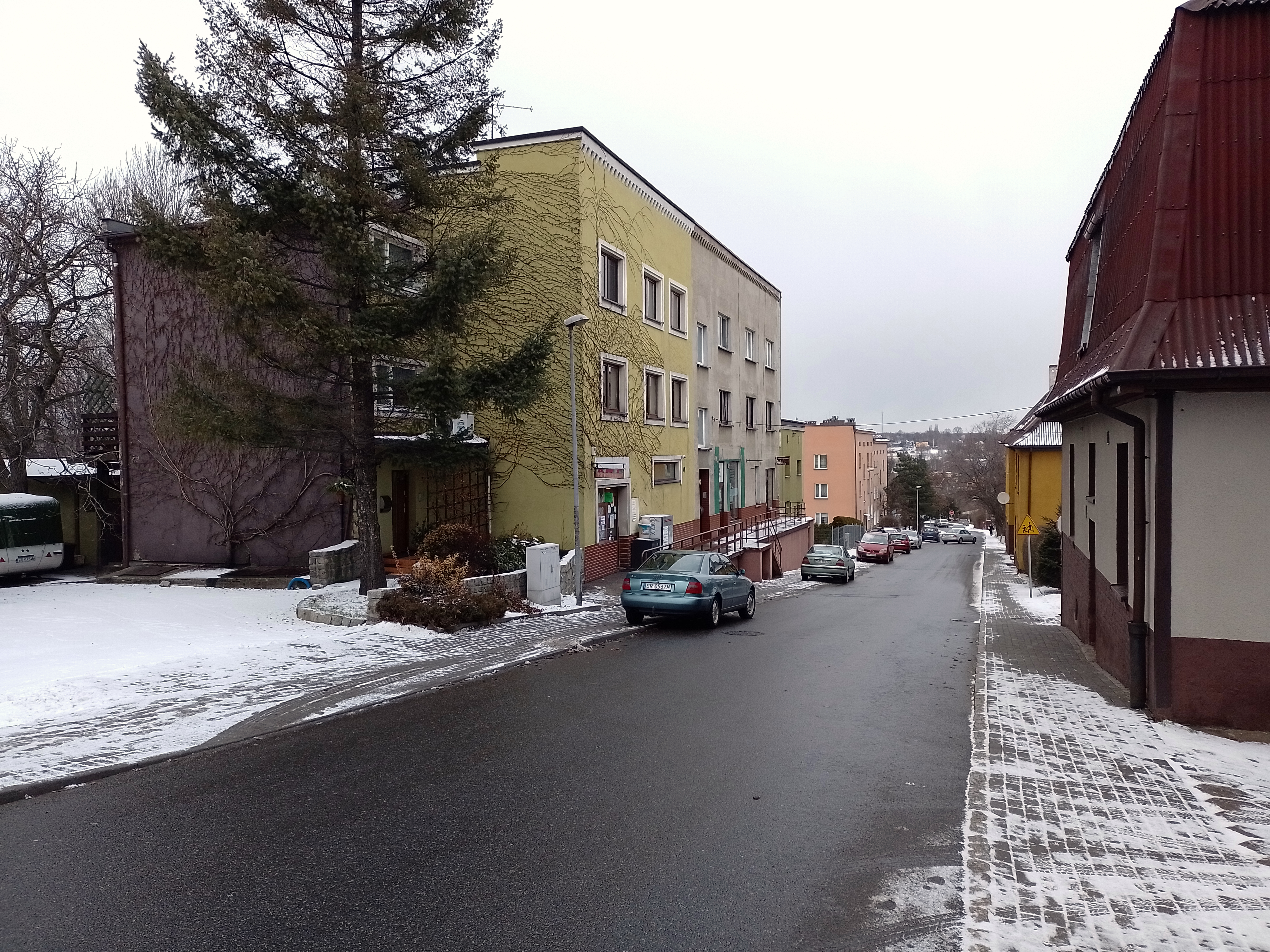
Ulica Obrońców Pokoju

- Zabytkowy Kościół pw. Najświętszego Serca Pana Jezusa, wybudowany w 1921 roku (wpisany do rejestru zabytków 29 czerwca 2023, nr rej. A/1216/23)[10],
- Kościół pw. Miłosierdzia Bożego (terytorialnie znajduje się na terenie Niedobczyc, jednak obejmuje jedynie północno-zachodnią część miejscowości oraz północną część sąsiedniego Niewiadomia),
- Szkoła Podstawowa nr 21,
- Szkoła Podstawowa nr 22,
- Zespół Szkół nr 5 (Szkoła Podstawowa nr 33, Technikum nr 5),
- Dom Kultury Niedobczyce,
- Zespół Ognisk Wychowawczych - wielofunkcyjna całodobowa placówka opiekuńczo-wychowawcza,
- Pomnik Powstańców Śląskich,
- zabytkowe osiedle górnicze, zbudowane w koncepcji miasta-ogrodu,
- Dwa boiska sportowe,
- Trzy dworce kolejowe: Rybnik Towarowy, Rybnik Niedobczyce, Rybnik Rymer,
- Filia biblioteki miejskiej w budynku z początków XX wieku.,
- Dwa cmentarze parafialne,
- Drogi: krajowa 78, wojewódzka 935,
- Hałda zlikwidowanej już KWK „Rymer”